# Gare de Vénissieux
Gare de Vénissieux – stacja końcowa metra w Lyonie (Francja), na linii D. Stacja została otwarta 11 grudnia 1992.
Stacja jest zbudowana na planie obszernej bryły, oświetlonej od góry dużym szklanym dachem. Zbudowana jest według klasycznego planu dwóch torów, otoczonych dwoma peronami bocznymi. Dworzec został zbudowany przez architekta Guya Vanderaa, który zaprojektował stację zintegrowaną z intermodalnym węzłem przesiadkowym polegającą na przebudowie stacji Vénissieux i wyposażoną w "parkuj i jedź".
Stacja jest bezobsługowa, zakup biletów jest możliwy wyłącznie w specjalnych automatach.